# تورهان سلجوق
تورهان سلچوک یا سلجوق (ترکی استانبولی: Turhan Selçuk; ۳۰ ژوئیهٔ ۱۹۲۲ – ۱۱ مارس ۲۰۱۰) یک کارتونیست اهل ترکیه بود. او را پیشگام طنز معاصر ترکیه می‌دانند و به دلیل تأثیرگذاری در کاریکاتور مدرن ترکیه، «پیکاسو کاریکاتور ترکیه» خوانده شده‌است. سلچوک سبک و سیاقی مینیمالیستی در هنر خطی داشت که با شوخ‌طبعی حاد آمیخته‌است.
تورهان سلچوک در ۳۰ ژوئیهٔ ۱۹۲۲ در شهر باستانی میلاس در ترکیه متولد شد. در حالی که هنوز در سال ۱۹۴۱ دانش آموز دبیرستانی بود، برخی از اولین آثار خود را در روزنامه Türk Sözü (کلمه ترک) منتشر کرد.
او به عنوان تصویرگر اصلی برای ینی استانبول (استانبول جدید)، سبک هنری خود را ارائه کرد و از این باور که کارتون یک رسانه جهانی داستان پردازی است، دفاع کرد. در سال ۱۹۵۴، او در ملیت، یک روزنامه ملی در استانبول، همان موقف را به دست آورد که سه سال بعد به خانه سریال طنز نهایی، پسامدرن سلچوک «ماجراهای عبدالکانباز» تبدیل شد. با گذشت تقریباً سه دهه، قهرمان لاغراندام «عبدالکانباز»، که به عنوان «آقای استانبول» نیز شناخته می‌شود، در سراسر جهان و در طول زمان، برای نبرد با بی عدالتی و کمک به افراد ناتوان سفر کرد.
در سال ۱۹۶۹، سلچوک برای آموزش کاریکاتوریست‌های جوان و ترویج رسانه در سراسر جهان، انجمن کاریکاتوریست‌های ترکیه را تأسیس کرد. وی در طول هفتاد سال فعالیت خود جوایز متعددی دریافت کرد و اولین کاریکاتوریست ترکیه ای بود که جایزه بین‌المللی گرفت.